# Драгољуб Пљакић
Драгољуб Пљакић Пљака (Београд, 28. август 1937 — Београд, 28. јун 2011) је био југословенски и српски кошаркаш и кошаркашки тренер.
Био је ожењен Вукицом Митић, кошаркашицом која је играла за Црвену звезду и репрезентацију Југославије.

## Каријера
Пљакић је каријеру започео и провео већи део ње у БКК Раднички из Београда, који је наступао у Првој лиги Југославије. За Раднички је играо у периоду од 1955. до 1958. и од 1960. до 1964. године, када је завршио играчку каријеру. За ОКК Београд играо је током 1959. године.
Тренерску каријеру започео је 1965. године, а тренирао је БКК Раднички, Борац Чачак, Металац, Динамо Панчево и ОКК Београд.
Од женских клубова, Пљакић је водио Црвену звезду и Партизан. Био је тренер женске кошаркашке репрезентације Југославије на Светском првенству 1964. године, када је његов тим заузео шесто место.

## Награде и трофеји
- Првенство Југославије у кошарци за жене, шампион: 2 (са ЖКК Црвена звезда 1972/73 и ЖКК Партизан 1985/86)
- Куп Југославије у кошарци за жене, освајач: 2 (са ЖКК Црвена звезда 1972/73 и 1973/74